# Vallery
Ne pas confondre avec la commune de Valleiry (Haute-Savoie), que l'on trouve parfois sous la forme Vallery.
Pour les articles homonymes, voir Vallery (homonymie).
Vallery ([valʁi]) est une commune française située dans le département de l'Yonne en région Bourgogne-Franche-Comté. 

## Géographie

### Situation
Vallery, commune d'environ 500 habitants, est située au nord-ouest du département de l'Yonne, dans le Gâtinais et la vallée de l'Orvanne. Elle est limitrophe de la région Île-de-France. Son altitude est comprise entre 120 et 160 mètres. 

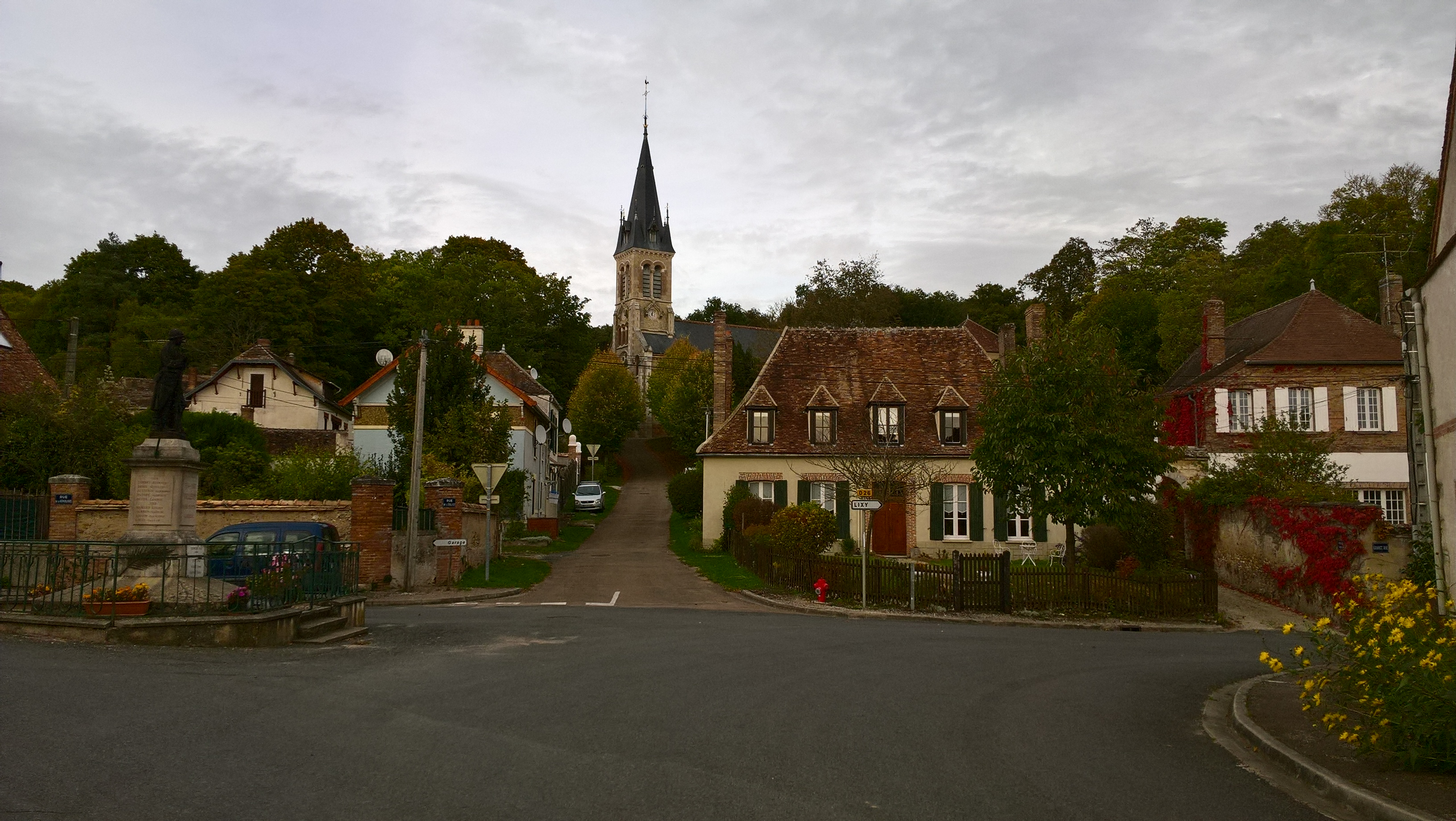
Rue de l'église

Vallery est une commune avant tout rurale où les champs cultivés constituent l'essentiel de la superficie. Les bois et sous-bois diversifiés occupent une place moins importante, mais toutefois notable dans la superficie totale, comme ceux des Vallée et de la Fontaine.

### Communes limitrophes
Vallery est limitrophe de cinq autres communes.

### Hameaux et lieux-dits
La Justice, à mi-chemin entre Chéroy et le village de Vallery, les Servantières, Bichot, La Margottière, Le Bois-Blanchon, Bapaume et la ferme de la Fosse sont les principaux lieux-dits de la commune, ils n'excèdent pas, exception faite de La Justice, une vingtaine de résidents.

### Hydrographie
Le bourg est édifié sur les rives de l'Orvanne, rivière qui prend sa source non loin de Saint-Valérien.

### Climat
Pour des articles plus généraux, voir Climat de la Bourgogne-Franche-Comté et Climat de l'Yonne.
En 2010, le climat de la commune est de type climat océanique dégradé des plaines du Centre et du Nord, selon une étude du Centre national de la recherche scientifique s'appuyant sur une série de données couvrant la période 1971-2000. En 2020, Météo-France publie une typologie des climats de la France métropolitaine dans laquelle la commune est exposée à un climat océanique altéré et est dans la région climatique  Nord-est du bassin Parisien, caractérisée par un ensoleillement médiocre, une pluviométrie moyenne régulièrement répartie au cours de l’année et un hiver froid (3 °C). 
Pour la période 1971-2000, la température annuelle moyenne est de 10,9 °C, avec une amplitude thermique annuelle de 15,5 °C. Le cumul annuel moyen de précipitations est de 715 mm, avec 12,3 jours de précipitations en janvier et 7,4 jours en juillet. Pour la période 1991-2020, la température moyenne annuelle observée sur la station météorologique de Météo-France la plus proche, « La Brosse-Mx », sur la commune de La Brosse-Montceaux à 12 km à vol d'oiseau, est de 12,0 °C et le cumul annuel moyen de précipitations est de 652,9 mm. 
La température maximale relevée sur cette station est de 42,9 °C, atteinte le 25 juillet 2019 ; la température minimale est de −20,5 °C, atteinte le 17 janvier 1985,,. 
Les paramètres climatiques de la commune ont été estimés pour le milieu du siècle (2041-2070) selon différents scénarios d'émission de gaz à effet de serre à partir des nouvelles projections climatiques de référence DRIAS-2020. Ils sont consultables sur un site dédié publié par Météo-France en novembre 2022.

## Urbanisme

### Typologie
Au 1er janvier 2024, Vallery est catégorisée commune rurale à habitat dispersé, selon la nouvelle grille communale de densité à sept niveaux définie par l'Insee en 2022.
Elle est située hors unité urbaine. Par ailleurs la commune fait partie de l'aire d'attraction de Paris, dont elle est une commune de la couronne,. Cette aire regroupe 1 929 communes,.

### Occupation des sols
L'occupation des sols de la commune, telle qu'elle ressort de la base de données européenne d’occupation biophysique des sols Corine Land Cover (CLC), est marquée par l'importance des territoires agricoles (81,9 % en 2018), une proportion sensiblement équivalente à celle de 1990 (82,2 %). La répartition détaillée en 2018 est la suivante : 
terres arables (76,2 %), forêts (13,9 %), zones agricoles hétérogènes (5,7 %), zones urbanisées (4,3 %). L'évolution de l’occupation des sols de la commune et de ses infrastructures peut être observée sur les différentes représentations cartographiques du territoire : la carte de Cassini (XVIIIe siècle), la carte d'état-major (1820-1866) et les cartes ou photos aériennes de l'IGN pour la période actuelle (1950 à aujourd'hui).

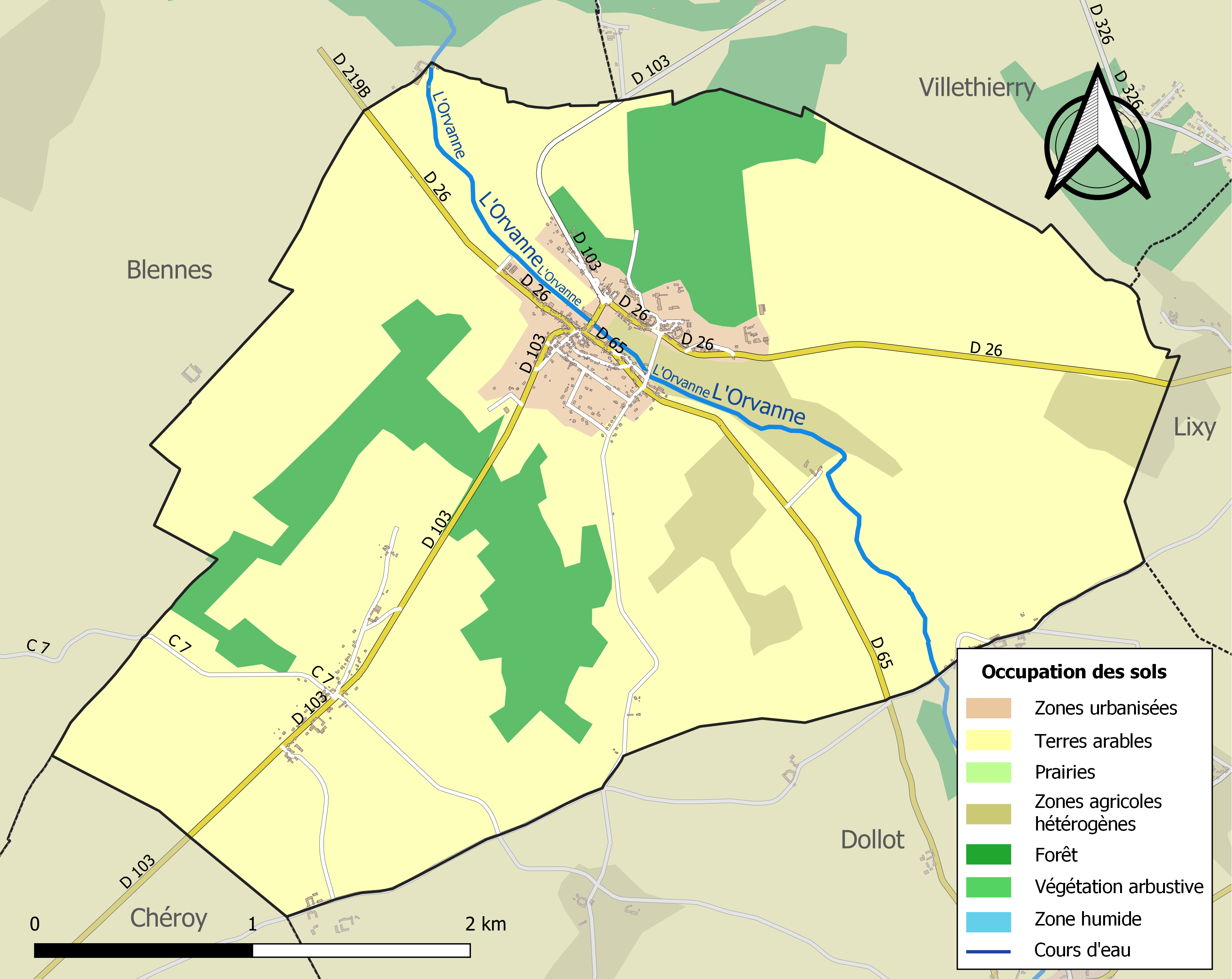
Carte des infrastructures et de l'occupation des sols de la commune en 2018 (CLC).

## Histoire

### Moyen Âge
Vallery est inclus au XIIe siècle dans les domaines des vicomtes de Sens régentant alors 42 villages. Il est hautement probable que Vallery ait été le siège de leur puissance. Bien entendu, les vicomtes se sont gardés de faire peser sur leur terre de Vallery tout signe de dépendance, ce qui à contrario rend la lisibilité de la situation locale difficile. En conséquence, le vicomte Salo († 5 avril 1168), son fils Garin († avant 1180) et sa fille Ermensent († 19 février, après 1204/1205) n'apparaissent pas à Vallery.
L'origine du lignage pourrait être locale. Un chevalier Salo, vassal du comte de Blois, intervient à Montereau entre 1015 et 1034. Les liens avec le Braytois restent très forts jusqu'au XIVe siècle.
Le patrimoine des vicomtes n'est pas exclusivement Sénonais. Il comprend des éléments importants relevant de la châtellenie (champenoise) de Bray-sur-Seine, tels Chaumont et Villeneuve-la-Guyard probablement hérités d'Ermensent de Monthléry, sœur du sire de Bray assassiné en 1118, et du comté du Gâtinais (plus spécifiquement le Bas-Gâtinais), tels Nanteau-sur-Lunain, Montigny-sur-Loing et Sorques. Vallery forme le cœur de la puissance, s'entourant de Villethierry et de Blennes. Les vicomtes irritent Louis VII qui multiplie tout autour de leurs domaines des pariages pour cantonner leurs activités à partir de 1155 (Chéry, Lixy, Voulx, Lorrez-le-Bocage, Flagy-Bichereau, premiers cas connus en France) avant que Philippe Auguste ne porte une attaque plus décisive. Le contrôle de Vallery est d'autant plus souhaitable que le domaine royal de Sens, isolé géographiquement jusqu'en 1284, y dispose de l'unique lien hors d'atteinte des comtes de Champagnes et des sires de Courtenay.
Ermensent est la dernière vicomtesse de Sens. Peu après 1202, son héritage est divisé entre ses descendants issus de ses deux mariages : le premier avec le Champenois Laurent de Vendeuvre, neveu de Hugues de Payns, Premier Maître de l'Ordre du Temple, le second contracté avant 1175 avec Galeran, qui tiendra du chef de son épouse la vicomté de 1175 à 1180. C'est ainsi que son fils Bouchard de Vendeuvre, décédé entre 1208 et 1213, reçoit le lot de 17 villages centré sur Vallery.
Alors que leur père Bouchard de Vendeuvre était resté très engagé en Champagne, ses deux fils Jean et Hugues font le choix de s'installer à Vallery dont ils prendront le nom de la terre. Ce changement de patronyme a fourvoyé les recherches jusque vers 1980. Le lignage de Vallery est donc champenois. Il poursuivra d'ailleurs cet ancrage lors des mariages (de Pougy) et des carrières religieuses (abbaye Notre-Dame-aux-Nonnains de Troyes).
Jean de Vallery est seigneur de Vallery à partir de 1219. En 1233, il porte aussi le titre de seigneur de Marolles, du chef de son épouse Agnès de Pougy. Son frère Hugues porte lui aussi le titre de seigneur de Vallery en 1238 et lui aussi aura part à Marolles, pour la même raison que son frère (devenu son beau-frère). Jean de Vallery suit de très près le souverain. Il est présent à Montpensier lors de la mort du roi Louis VIII. Il meurt entre 1265 et 1269.
Erard de Vallery, fils de Jean, est un entrepreneur de guerre célèbre sous le règne de saint Louis. Sous son nom, il embauche des chevaliers et les met au service des plus grands personnages européens. De 1257 à 1267, il est seigneur de Saint-Valérien, son père étant toujours en vie. Il n'entre en possession de la seigneurie de Vallery qu'en 1269. Erard de Vallery est sur les champs de bataille de Hollande, de Terre Sainte (où il sert le comte de Nevers), de Naples (où il sauve lors d'une bataille décisive Charles d'Anjou, frère de saint Louis), de Tunisie (où il est chargé d'exfiltrer l'armée française après la mort du saint roi), puis à nouveau en Terre Sainte. En conséquence, il est fait connétable de Champagne (1270-1276) et chambrier de France (1271). À son décès, survenu en 1276 ou 1277, ses domaines de Vallery et de Marolles passent dans les mains de la famille nivernaise de Thianges, dont Guy de Vallery, fils de Jean de Thianges, furent les derniers seigneurs, avec pour successeurs apparentés, les familles de Nourry et de Rogier de Beaufort-Canillac. 
Le village de Vallery est dominé par ses deux châteaux : le premier date probablement du XIIIe siècle et fut édifié par les premiers seigneurs de Vallery, le second date du milieu du XVIe siècle et a été construit par Jacques d'Albon de Saint-André.

### Époque moderne
Lors des guerres de religion, le maréchal de Saint-André est un des piliers du parti catholique. Ce groupe apparu tardivement et relativement faible soutient les Valois aux prises à l'agitation, avec la conjuration d'Amboise en 1560 puis à la révolte des protestants deux ans plus tard. Il est tué à la bataille de Dreux la même année. Sa veuve, énamourée de Louis de Bourbon, prince de Condé, chef du parti réformé, donne à celui dont elle espère vainement se faire épouser, le château de Vallery.
Le prince de Condé fait de Vallery une base pour ses opérations militaires dans toute la contrée et c'est sur son ordre que l'église du village est détruite. Il s'appuie sur Courtenay (propriété du huguenot Anne de Boulainvilliers, qui sera décapité pour ses cruautés envers les civils), Château-Renard et Châtillon (propriété de Gaspard II de Coligny, amiral, exécuté ou assassiné lors du massacre de la Saint-Barthélemy à Paris) et Piffonds (propriété d'Anne de Terrières, avocat à Paris, huguenot, assassiné à la Saint Barthélemy). Il vient s'y reposer après sa campagne de 1567 qui ruine Bray-sur-Seine et Montereau, terrorise Nogent-sur-Seine, Provins et Sens, et fait disparaître dans un massacre la population de Courlon. Il est assassiné en se rendant lors de sa défaite de Jarnac en 1569.

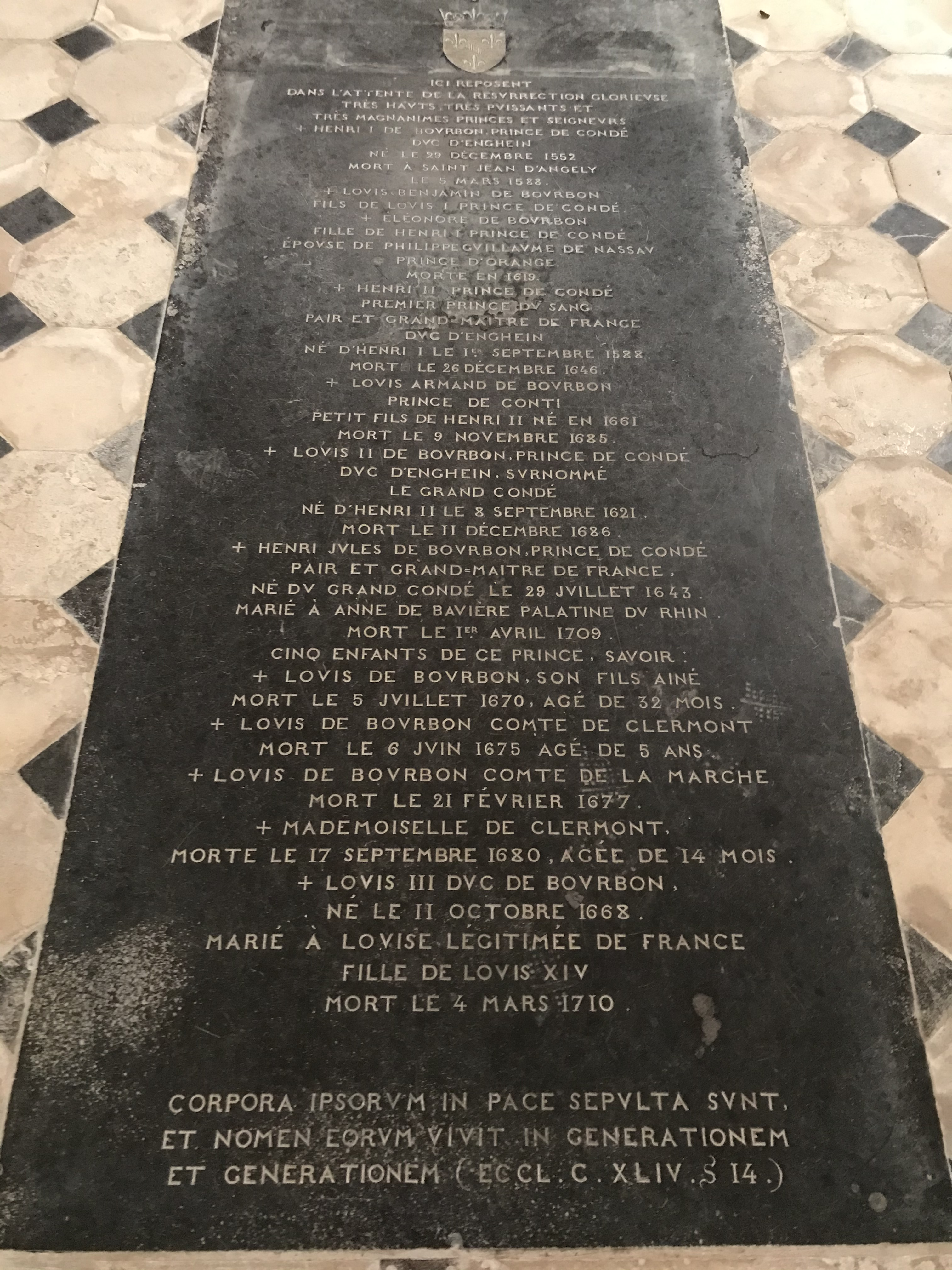
Plaque funéraire des Princes de Condé (Vallery).

Les Condés sont inhumés dans l'église paroissiale dédiée à saint Thomas de Cantorbéry, construite à partir de 1612 grâce aux libéralités d'Henri II de Bourbon-Condé, dont le grand-père avait fait détruire la précédente. Il fait creuser un caveau destiné à cet effet sous le maître-autel, où dès 1619 Éléonore de Bourbon-Condé, sa sœur, est inhumée. Les restes de leur père Henri Ier, mort en 1588, sont ramenés à Vallery, et enfin le corps de Louis Ier, dit le Huguenot, est inhumé dans le cimetière extérieur attenant à l'église. Henri II rejoindra les siens en 1646 et le Grand Condé, son fils, après avoir élevé un monument, est à son tour inhumé en 1686. Le fils de ce dernier, Henri Jules de Bourbon-Condé, et ses cinq enfants vont également reposer dans le caveau familial.
Le prince de Condé reçoit en qualité d'engagiste le comté de Sens. Ce don complète habilement l'emprise princière sur la région. Des agents du prince (dont la famille Caillet) décident d'investir dans la contrée où réside leur maître, par l'achat des seigneuries de Champlost et de Theil. Le château de Vallery est activement utilisé jusqu'à l'issue de la Fronde. L'exil à Bruxelles du prince de Condé, entre 1652 et 1659, fait entrer les lieux en sommeil. À son retour en France, le prince choisit de privilégier le château de Chantilly, provoquant de facto l'abandon de Vallery. La seigneurie se transmet dans sa descendance. Louise-Anne de Bourbon-Condé (1695-1758), titrée Mademoiselle de Sens, aux mœurs dissolues la rendant impécunieuse, ne parvenant pas à tirer de plus grands profits du comté engagé de Sens, va utiliser le magnifique château en carrière de pierres. Elle supplie son cousin le roi de lui reprendre le comté pour en tirer encore quelque argent et vend Vallery en 1750.

### Révolution française
En novembre 1792, informé des premières mutilations faites au mausolée, le conseil général du district de Sens nomme le peintre-sculpteur Pierson de Sens afin d'établir un état des lieux. Pierson dresse un rapport notant la destruction d'écussons fleurdelisés, le vol de frises, chiffres et fleurs de lys, et d'une partie des guirlandes qui ornaient les tombeaux. Tous ces objets en cuivre sont retrouvés chez un horloger de Villeneuve-la-Guyard. À la suite de l’enquête menée par la commission des monuments veillant à la conservation des objets d'arts, il apparaît qu'un certain nombre d'habitants - y compris le maire de cette commune - avaient porté atteinte aux monuments et ôté ces ornements.
Le 30 mars 1794, sur ordre du comité de salut public, une douzaine de cercueils furent remontés à l'aide de cordes, ouverts et profanés. Les dépouilles retirées de leurs bières sont traînées dans le cimetière voisin, jetées pèle-mêle dans des tranchées creusées près de la porte d'entrée, sous les yeux du maire Jambon et du procureur Bonnivet, selon le témoignage de Pierre Farneault, fossoyeur du cimetière.

### Seconde Guerre mondiale
Le village est bombardé en juin 1940, tout comme la commune voisine de Villethierry.

## Politique et administration

### Administration territoriale
Appartenant à l'arrondissement de Sens, Vallery fait partie du canton de Chéroy jusqu'aux élections départementales de mars 2015, où elle rejoint le nouveau canton de Gâtinais en Bourgogne.

### Administration municipale
Le nombre d'habitants au dernier recensement étant compris entre 500 et 1 499, le nombre de membres du conseil municipal est de quinze.

### Liste des maires

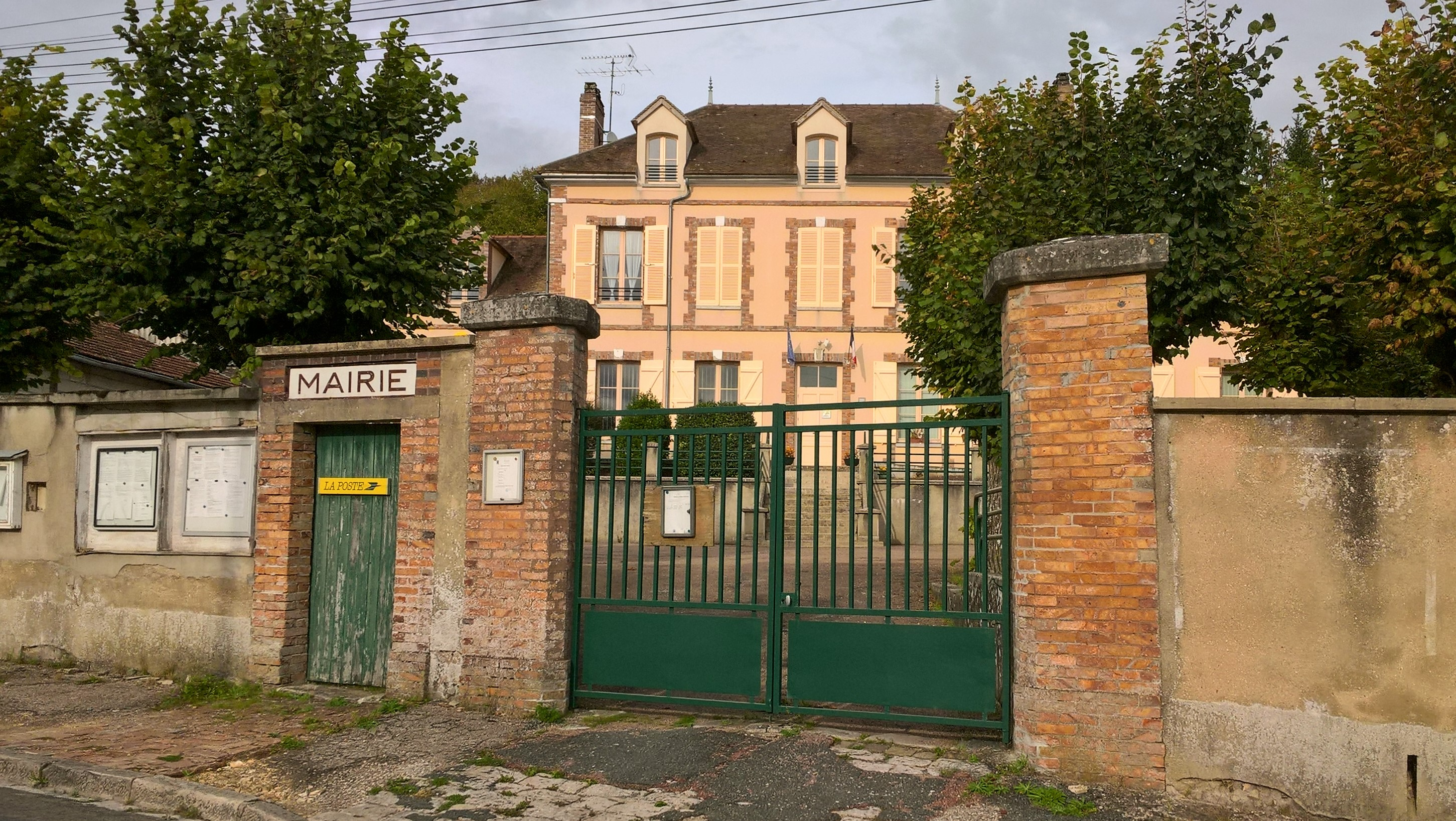
Mairie.

| Période      | Période      | Identité                 | Étiquette                    | Qualité |
| ------------ | ------------ | ------------------------ | ---------------------------- | --- |
| 1790         |              |                          |                              | |
| 1794         |              | Pierre Louis Edmé Jambon |                              | Cordonnier à Moret-sur-Loing puis à Vallery                                                                                   |
|              |              |                          |                              | |
| 1822         | 1847         | Armand de Sade Mazan     |                              | |
| mars 2001    | 2014         | Annie Serdin             | DVD                          | |
| mars 2014    | juillet 2017 | Jean-Baptiste Lemoyne    | UMP puis LR puis En Marche ! | Sénateur (2014-2017) Conseiller général (2008-2015) Conseiller départemental (depuis 2015) Secrétaire d'Etat depuis juin 2017 |
| juillet 2017 | 2020         | Jean-Pierre Allemand     |                              | |
| 2020         | En cours     | Jean-François Chabolle   |                              | |

### Intercommunalité
La commune fait partie de la communauté de communes du Gâtinais en Bourgogne.

## Population et société

### Démographie
Le bourg jouit de la proximité des villes de Sens et de Montereau-Fault-Yonne. Le fait que Vallery soit à seulement 100 kilomètres de Paris, permet au village d'accueillir des personnes travaillant en région parisienne ; les années 1970-1980 ont vu une légère augmentation de la population de Vallery, atteignant à ce jour plus d'un demi-millier d'habitants.

L'évolution du nombre d'habitants est connue à travers les recensements de la population effectués dans la commune depuis 1793. Pour les communes de moins de 10 000 habitants, une enquête de recensement portant sur toute la population est réalisée tous les cinq ans, les populations de référence des années intermédiaires étant quant à elles estimées par interpolation ou extrapolation. Pour la commune, le premier recensement exhaustif entrant dans le cadre du nouveau dispositif a été réalisé en 2005.

En 2022, la commune comptait 579 habitants, en évolution de +4,32 % par rapport à 2016 (Yonne : −1,95 %, France hors Mayotte : +2,11 %).
| 1793 | 1800 | 1806 | 1821 | 1831 | 1836 | 1841 | 1846 | 1851 |
| ---- | ---- | ---- | ---- | ---- | ---- | ---- | ---- | ---- |
| 706  | 703  | 648  | 644  | 725  | 686  | 681  | 721  | 750  |

| 1856 | 1861 | 1866 | 1872 | 1876 | 1881 | 1886 | 1891 | 1896 |
| ---- | ---- | ---- | ---- | ---- | ---- | ---- | ---- | ---- |
| 761  | 835  | 849  | 745  | 695  | 729  | 681  | 654  | 619  |

| 1901 | 1906 | 1911 | 1921 | 1926 | 1931 | 1936 | 1946 | 1954 |
| ---- | ---- | ---- | ---- | ---- | ---- | ---- | ---- | ---- |
| 640  | 612  | 623  | 537  | 484  | 448  | 456  | 427  | 418  |

| 1962 | 1968 | 1975 | 1982 | 1990 | 1999 | 2005 | 2006 | 2010 |
| ---- | ---- | ---- | ---- | ---- | ---- | ---- | ---- | ---- |
| 390  | 355  | 343  | 328  | 384  | 468  | 473  | 480  | 555  |

| 2015 | 2020 | 2022 | - | - | - | - | - | - |
| ---- | ---- | ---- | - | - | - | - | - | - |
| 557  | 568  | 579  | - | - | - | - | - | - |

### Manifestations culturelles et festivités
- La ronde des 16 clochers est une animation sportive, voire une course sportive qui se déroule dans le Gâtinais où elle traverse seize villages.

## Économie
Hormis le secteur primaire avec l'agriculture, le secteur secondaire est présent à Vallery, avec dans le sud du village, la présence de la zone d'activité de La Vieille Vigne et de quelques entrepôts industriels.

## Culture et patrimoine

### Lieux et monuments
- Le château de Vallery était considéré par Androuet du Cerceau comme un des plus excellents bastiments de France au XVIe siècle.
- L'église de Vallery, dédiée à saint Thomas de Cantorbéry, construite en 1612 par l'architecte Colin, se situe sur un tertre au même niveau que le château. Son tympan représente le jugement dernier. Un des vitraux, réalisé vers 1843 par Joseph-Aventin Veissière de Seignelay, figure le martyre de saint Thomas[32]. Elle abrite le mausolée d'Henri II de Bourbon-Condé, œuvre du milieu du XVIIe siècle due au sculpteur Gilles Guérin, ainsi que celui du général de Laferrière, mort en 1834, sculpté par Carle Elshoecht.
- Les Jardins de Vallery, qui datent du XVIe siècle et ne sont pas ouverts au public, sont situés au bord de l'Orvanne.

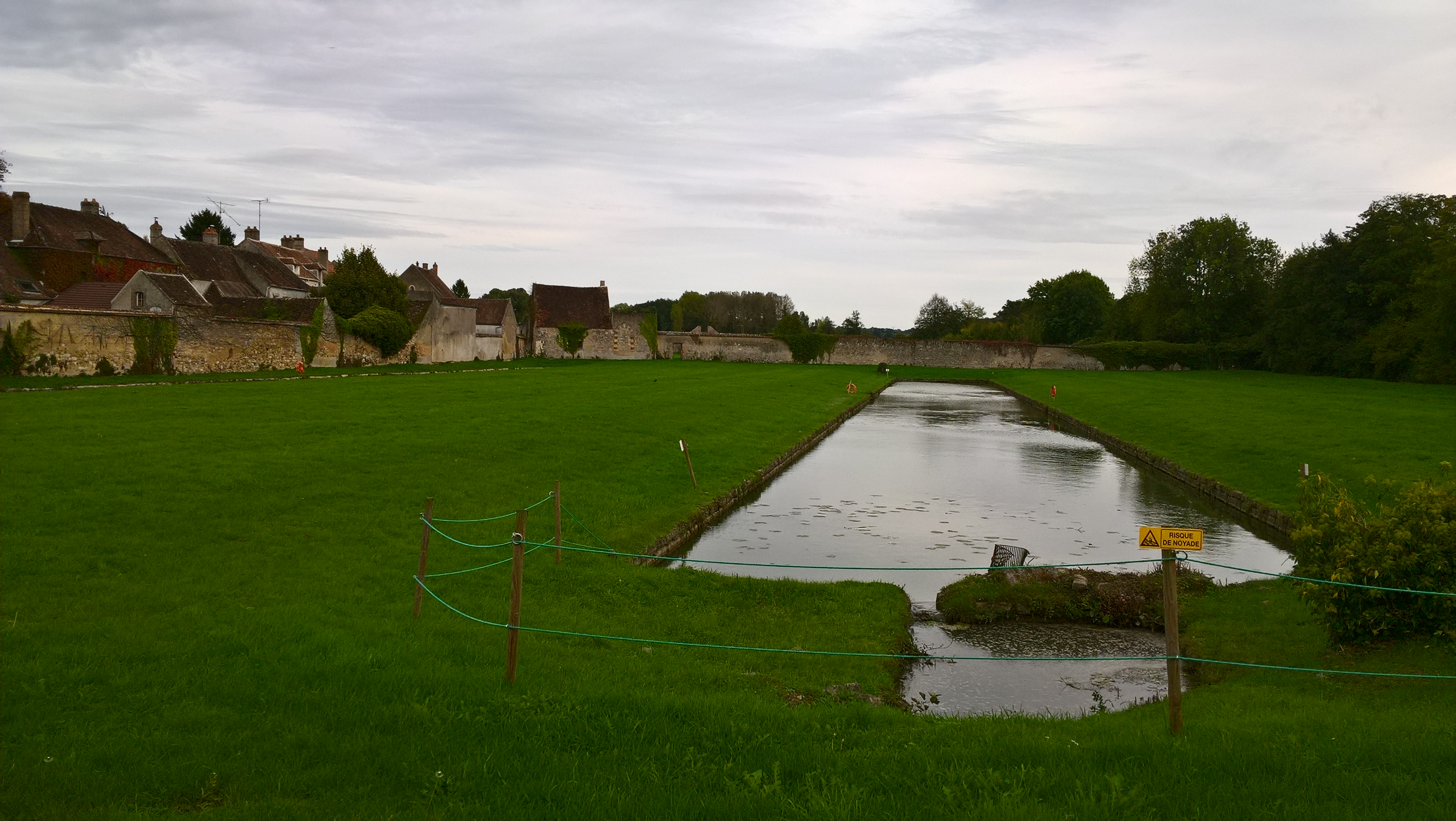
Bassin dans les jardins.

- Le monument aux morts occupe l'ancienne place des marronniers, il rappelle la trentaine d'habitants morts au front durant la Première Guerre mondiale et les deux civils tués en 1940.

### Personnalités liées à la commune
- Erard de Vallery et son frère Jean de Vallery
- Jacques d'Albon de Saint-André
- Louis Ier de Bourbon-Condé
- Henri II de Bourbon-Condé
- Louise-Anne de Bourbon-Condé
- Louis Marie Levesque de Laferrière (1776-1834) , général des armées de la République et de l'Empire et maire de la commune.
- Édouard Drumont qui vécut et s’est remarié à Vallery[33],[34].
- Olivier Martinez et Halle Berry se sont mariés à Vallery

### Héraldique
| Blason de Vallery | Blason  | De gueules à la croix d'or, à un écusson d'azur à trois fleurs de lys d'or au bâton de gueules péri en bande, brochant en son cœur ; au chef d'azur chargé de trois croissants d'argent. |
| Blason de Vallery | Détails | Adopté en janvier 2021. |
| Blason de Vallery | Alias   | D'azur à trois fleurs de lys d'or, au bâton de gueules péri en bande et à la bordure du même (qui est de Condé-Conti). La bordure étant ici une brisure, elle est acceptable. La famille de Condé détint le château du lieu de 1587 à 1720.La commune n'a jamais officiellement adopté ces armoiries, et les a utilisées ainsi de 1985 à 2021. |